# 括子
括子（?—?），战国初期齐国人物，根据杨宽的观点应该出自田氏。
前404年，魏、韩、赵三晋攻打齐国，包围了齐国平陆（平阴）。括子向执政的牛子建议：三晋之地和我们齐国不接壤，越过邻国包围平陆，没有什么实利可以贪图。他们只是为了从我们齐国获取某种名声，既然如此，就让齐侯前去和三晋讲和算了。牛子听后，认为是好主意。無害子反对让君主去求和受辱来保住疆土。牛子采用了括子的计谋，使三晋军队撤走，保住了平陆。但之后括子一天天被齐侯疏远，而无害子日益被齐侯看重得以晋升。